# ۱۳۷۵ (میلادی)
۱۳۷۵ (میلادی) هزار و سیصد و هفتاد و پنجمین سال تقویم میلادی است.

## درگذشتگان
- ۲۱ دسامبر – جووانی بوکاچیو، نویسنده، شاعر، و دیپلمات ایتالیایی (ز. ۱۳۱۳)